# Silvertecknad vedstilettfluga
Silvertecknad vedstilettfluga (Pandivirilia melaleuca) är en tvåvingeart som först beskrevs av Friedrich Hermann Loew 1847.  Silvertecknad vedstilettfluga ingår i släktet Pandivirilia och familjen stilettflugor. Enligt den svenska rödlistan är arten sårbar i Sverige. Arten förekommer på Öland och Svealand. Artens livsmiljö är skogslandskap, jordbrukslandskap. Inga underarter finns listade i Catalogue of Life.